# کربی (مجموعه)
کِربی (به انگلیسی: Kirby) که در ژاپن با نام هوشی نو کِربی (به انگلیسی: Hoshi no Kirby) شناخته می‌شود، یک مجموعه (فرنچایز) بازی‌های ویدئویی سکوبازی اکشن است که توسط استودیو هالکن توسعه یافته و توسط نینتندو منتشر شده است. داستان مجموعه دربارهٔ ماجراهای یک قهرمان صورتی رنگ به نام کِربی است که تلاش می‌کند تا خانه خود را در سیاره دور پلستار از انواع تهدیدها نجات دهد. اکثر بازی‌های این مجموعه به صورت سکوبازی دو بعدی با عناصر حل پازل و بیتم آپ است. کربی این توانایی را دارد که دشمنان و اشیاء را در دهان خود دمیده و آنها را به صورت پرتابه تف کند یا بخورد. اگر او غذای‌های خاصی را بخورد، می‌تواند قدرت یا ویژگی‌های آن شی را به‌دست‌آورد که به صورت یک سلاح یا قدرت جدید به نام Copy Ability ظاهر می‌شود. این مجموعه حتی برای افرادی که با بازی‌های اکشن آشنایی ندارند طراحی شد که در کنار آن، برای بازیکنان با تجربه‌تر، گیم پلی عمیق‌تر و چالشی تر را ارائه کند.
مجموعه کربی شامل بیش از سی بازی است و بیش از ۳۸ میلیون واحد در سراسر جهان فروخته که آن را به یکی از پرفروش‌ترین فرنچایزهای نینتندو تبدیل کرده و در فهرست ۵۰ پرفروش‌ترین فرنچایزهای بازی‌های ویدئویی در تمام دوران نیز قرار دارد.